# Hotchkiss Tipo Universal
A Hotchkiss "tipo Universal" (em francês: Hotchkiss Type Universal) é uma submetralhadora fabricada na França após a Segunda Guerra Mundial. Projetada pela Societé des Armes a Feu Portatives Hotchkiss et Cie, foi originalmente projetada como uma carabina semi-automática compacta para forças paraquedistas, foi produzido até 1952. Ela tem duas versões, semiautomática e automática. A Hotchkiss Tipo Universal dispara de um ferrolho fechado e sua característica mais exclusiva é que ela se dobra em um pacote muito compacto, ideal para o salto de pára-quedas, e se desdobra de maneira fácil e relativamente rápida. A versão semiautomática foi exportada em número muito limitado para alguns países, nomeadamente a Venezuela e o Marrocos.
A Venezuela equipou seus paraquedistas com a Hotckiss Tipo Universal, e esta subs foram vistas no golpe militar de 1958 contra o General Marcos Pérez Jiménez. Recentemente, a Hotchkiss Tipo Universal foi vista no Iêmen.
O historiador de armas Ian McCollum, do canal Forgotten Weapons, testou a Hotchkiss Tipo Universal e notou sérios problemas de ergonomia. A metralhadora é leve mas a mira é muito baixa, forçando o atirador a pressionar o rosto contra a arma para fazer pontaria. O sistema compacto de dobragem força um punho de pistola oco, o que torna a empunhadura desconfortável. A arma é precisa em disparos semiautomáticos, com um recuo simples e controlável, mas totalmente imprecisa em fogo automático, balançando muito durante o disparo e dispersando os tiros. O impulso do recuo da arma é desalinhado com o corpo do atirador, e por causa do ajuste da mira, quando os disparos começam o atirador perde a linha de visada do alvo. A arma é leve e tem uma subida de cano muito forte. É possível manter a arma disparando em uma área específica mas sem muita precisão. No ano anterior, Ian usou a Hotchkiss Tipo Universal no Arizona Pistol Caliber Carbine Championship 2020, onde os atiradores engajaram alvos à curta e longa distância em meio a obstáculos e incluindo alvos móveis e estáticos. Ian terminou em 191º de 193 participantes.

## Usuários
- França
- Venezuela
- Marrocos